# Anguilla (Territorio d'oltremare britannico)
Anguilla è un territorio d'oltremare britannico situato nei Caraibi, il più a nord delle Isole Sopravento Settentrionali (Leeward islands) nelle Piccole Antille.
Consiste in 5 isole, con capitale The Valley situata nell'isola principale Anguilla. L'area totale del territorio è 102 km², con una popolazione approssimativa di 14 000 persone stimate nel 2005. Anguilla è segnata nella lista delle nazioni unite dei territori non autonomi. 

## Nome
L'isola di Anguilla ha una forma stretta e allungata, che fece sì che i primi esploratori europei le dessero questo nome in lingua italiana, dato che ricordava loro l'omonimo pesce.

## Storia
Colonizzata dagli inglesi che vi si insediarono nel 1650, Anguilla fu incorporata in una singola dipendenza britannica insieme con le vicine isole di Saint Kitts e Nevis all'inizio del XIX secolo, con grandi proteste da parte degli anguillani.
Dopo due ribellioni nel 1967 e 1969 e un breve periodo come autodichiarata repubblica indipendente capeggiata da Ronald Webster, il governo britannico fu ristabilito nel 1969 e divenne una Colonia della corona britannica nel 1980.

## Politica
Il potere esecutivo spetta al sovrano del Regno Unito, che è rappresentato nel territorio dal Governatore di Anguilla. Il Governatore è nominato dal re su consiglio del Governo britannico. La difesa e gli affari esteri rimangono responsabilità del Regno Unito. La costituzione di Anguilla entrò in vigore nel 1982 e fu emendata nel 1990.
Il capo del governo è il primo ministro di Anguilla che è nominato dal governatore. Il ramo legislativo consiste di un parlamento unicamerale, la Camera dell'Assemblea (House of Assembly), composta da undici membri, dei quali sette scelti tramite suffragio popolare, due ex-officio e due nominati.
Il governatore è Dileeni Daniel-Selvaratnam, nominato nell'agosto 2020, mentre il primo ministro è Ellis Webster, in carica dal 23 aprile 2015.

## Geografia
Anguilla è un insieme di isole piatte e scogli di corallo e calcare nel mare Caraibico, a est di Porto Rico. Il suo punto più elevato è la Crocus Hill, nei pressi della capitale.
Tra le isole e isolotti situati nel territorio di Anguilla ci sono:
- Anguilla
- Anguillita
- Dog Island
- Little Scrub Island
- Prickly Pear Cays
- Sandy Island
- Scrub Island
- Seal Island
- Sombrero

### Clima
L'isola, grazie alle sue dimensioni ridotte, gode di un microclima particolare. Sono scarse le piogge anche d'estate, il clima è molto asciutto, gli alisei sono costanti e la temperatura media va dai 25 °C ai 28 °C tutto l'anno.

## Economia
Le maggiori risorse economiche dell'isola sono la pesca e il turismo, ma le regole finanziarie e bancarie da paradiso fiscale hanno fatto crescere l'economia di questo Paese negli ultimi anni.
Il sistema fiscale italiano, col Decreto Ministeriale 04/05/1999, l'ha inserita tra gli Stati o Territori aventi un regime fiscale privilegiato, nella cosiddetta "Lista nera", ponendo quindi limitazioni fiscali ai rapporti economico-commerciali che si intrattengono tra le aziende italiane e i soggetti ubicati in tale territorio.
A partire dal 2023, con uno maggiore sviluppo dell'AI (acronimo di intelligenza artificiale) il TLD nazionale (.ai) fornisce una grande risorsa economica al paese.

## Popolazione

### Demografia
La maggioranza degli anguillani è di origine africana e di religione protestante.

### Religione
Il cristianesimo è la religione predominante di Anguilla, con il 40% della popolazione praticante l'anglicanesimo. Un altro 33% sono metodisti. Le altre chiese nell'isola includono la religione cattolica romana, testimoni di Geova, avventisti del settimo giorno e battisti. Comunque sono praticate anche altre religioni. Ci sono almeno altre 15 chiese sull'isola, molte di queste di interesse culturale.

## Cucina
Si può gustare nei numerosi ed eleganti ristoranti dell'isola la cucina locale caratterizzata da un'evidente influenza creola, ricca di pesci e crostacei, spesso speziati. Molti sono i ristoranti italiani e francesi.

## Sport
Hennis Hasani entra nella storia del paese partecipando ai Campionati del mondo di ciclismo 2023 a Glasgow.

## Nella cultura di massa
L'isola di Anguilla è talvolta citata nell'opera di Hugo Pratt come residenza ufficiale del suo personaggio Corto Maltese. Ciononostante, nessuna delle sue avventure si svolge sull'isola.